# Magno II da Noruega
Magno Haraldsson (em nórdico antigo: Magnús Haraldsson; c. 1048 – 28 de abril de 1069) foi rei da Noruega de 1066 até 1069, juntamente com seu irmão Olavo, o Pacífico a partir de 1067. Não foi incluído em listas oficiais de reis noruegueses até os tempos modernos, mas desde então tem sido considerado como Magno II.
Filho do rei Haroldo Hardrada, em 1058 Magno foi nomeado líder nominal de uma expedição ao mar da Irlanda, enquanto ainda era apenas uma criança. Parece ter visto os governantes galês Gruffydd ap Llywelyn e Elfgar, Conde de Mércia em suas lutas contra os ingleses, embora seu objetivo principal pode ter sido afirmar o controle sobre as Órcades. Mais tarde, ele acompanhou seu pai na campanha do rei Haroldo contra a Dinamarca em 1062, e foi nomeado regente e feito rei antes da invasão fatal de seu pai na Inglaterra, em 1066. Magno governou brevemente a Noruega só depois disso, até que seu irmão mais novo Olavo voltou da Inglaterra em 1067.
Magno co-governou com Olavo após o regresso de seu irmão ao país, mas menos de três anos depois de seu reinado, ficou doente e morreu. Posteriormente seu reinado foi minimizado na história, em parte devido a isso. Teve apenas um filho, Haquino Toresfostre que foi brevemente rei depois de Olavo, mas que também morreu jovem, e sem descendência.

## Infância

### Fundo histórico
Magno nasceu em 1048 ou 1049. Era o primeiro dos dois filhos do rei Haroldo Hardrada, com sua consorte Tora Torbergsdatter. Não há poemas escáldicos conhecidos escritos sobre Magno, e ele só aparece brevemente nas sagas nórdicas. O autor de Ágrip af Nóregskonungasögum o descreve em uma passagem como "um homem mais bonito." Embora não seja mencionado em qualquer lugar nas sagas, o jovem aparece em fontes britânicas contemporâneas em torno do ano de 1058 como o líder de uma expedição norueguesa no Mar da Irlanda.

### Expedição para o Ocidente
Em 1058, Magno encabeçou uma expedição ao mar da Irlanda que procurava estender a autoridade norueguesa na região, os noruegueses apoiando uma facção que se opunha ao rei nórdico-gaélico Echmarcach mac Ragnaill. A expedição também parece ter apoiado um ramo da dinastia nórdica-gaélica de Ivar que se opôs ao rei irlandês Diarmait mac Maíl na mBó. Comandava uma frota que, além da Noruega, recrutava homens das Órcades, Hébridas e Dublin. Suas forças foram ativas mais tarde em Gales e talvez na Inglaterra, e o cronista inglês João de Worcester associa a frota norueguesa (juntamente com o governante galês Gruffydd ap Llywelyn), ao devolver ao poder o exilado Ælfgar, conde de Mércia. Os irlandeses Anais de Tigernach vão mais longe ao afirmar que o objetivo de Magno era tomar o poder na Inglaterra, mas isso não é suportado por fontes galesas e inglesas, que também incluem os Annales Cambriae e a Crônica Anglo-Saxônica.
Sua campanha pode ter sido parte dos planos de seu pai para uma invasão da Inglaterra, pois o controle sobre o Reino das Ilhas teria lhe proporcionado mais tropas. Além disso, a historiadora Kelly DeVries propôs que Haroldo quisesse testar a situação na Inglaterra antes de uma possível invasão, apenas para descobrir que não poderia estar em guerra com a Dinamarca e a Inglaterra ao mesmo tempo. A expedição de Magno nunca atingiu um território significativo na Inglaterra, mas para o rei inglês Eduardo, o Confessor, provavelmente sinalizou ambições norueguesas renovadas de Haroldo Hardrada, que se considerava o legítimo herdeiro de Eduardo. Ao mesmo tempo, o aumento do poder de Goduíno, Conde de Wessex e seus filhos, em particular Haroldo Godwineson, também começou a representar uma ameaça à reivindicação do rei norueguês.
Por outro lado, o historiador Alex Woolf sugeriu que a expedição originalmente só poderia ter sido destinada às Órcades e que, em busca de pilhagem, foi seguida por uma expedição ao mar da Irlanda que, por mera sorte, deu a Magno a oportunidade de invadir o conde Ælfgar. O ano exato em que Thorfinn Sigurdsson, Conde das Órcades morreu, não é registrado em nenhum lugar, exceto pelo fato de ser declarado na saga Orkneyinga que foi nos últimos dias de Haroldo Hardrada. Assim, pode ser que sua morte tenha provocado a expedição de Magno, e que a expedição foi a ocasião em que Paulo e Erlendo Thorfinnsson, sucessores de Thorfinn como condes, se submeteram a Haroldo. Woolf também propôs que Magno pode ter participado da guerra na Escócia em 1057-1058, talvez apoiando Máel Coluim mac Donnchada contra Lulach.